# Міністерство екології та природних ресурсів України (2000-2003)
Міністерство екології та природних ресурсів України (2000-2003) — колишнє міністерство України. Створено 2000 року шляхом реорганізації Міністерства охорони навколишнього природного середовища та ядерної безпеки України. Реорганізоване у Міністерство охорони навколишнього природного середовища України (2003-2010), а потім у Міністерство екології та природних ресурсів України (2010—2019).

## Додатково
Список міністрів екології та природних ресурсів України